# Thomas W. Gabrielsson

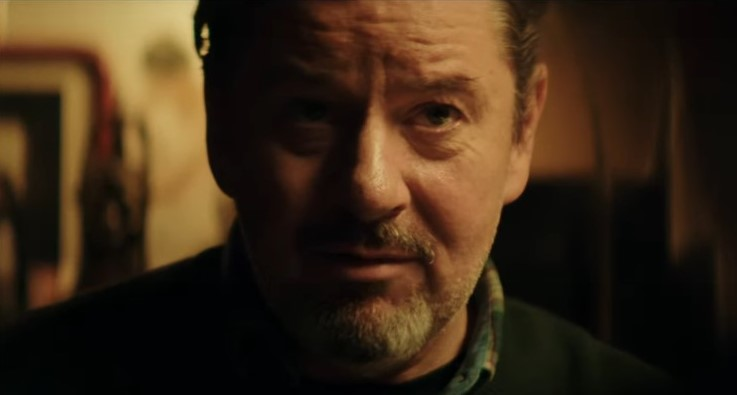
Thomas W. Gabrielsson (2019)

Thomas Waern Gabrielsson (* 29. Juni 1963 in Göteborg) ist ein schwedischer Schauspieler, der hauptsächlich in Dänemark tätig ist. Er hat in der ersten Staffel der Krimiserie Der Adler – Die Spur des Verbrechens mitgespielt. Des Weiteren spielte er als Kriminalinspector Leon Hartvig Jensen in der Serie Protectors – Auf Leben und Tod eine der Hauptrollen.

## Filmografie (Auswahl)
- 2002: Unit One – Die Spezialisten (Rejseholdet, Fernsehserie, 1 Episode)
- 2003: Stealing Rembrandt – Klauen für Anfänger (Rembrandt)
- 2004: Der Adler – Die Spur des Verbrechens (Ørnen: En krimi-odyssé, Fernsehserie, 8 Episoden)
- 2005: Oskar & Josefine
- 2005: Dark Horse (Voksne mennesker)
- 2006: Mankells Wallander: Bilderrätsel (Fotografen)
- 2007: Arn – Der Kreuzritter (Arn – Tempelriddaren)
- 2007: Cecilie
- 2007: Der verlorene Schatz der Tempelritter II (Tempelriddernes skat II)
- 2009–2010: Protectors – Auf Leben und Tod (Livvagterne, Fernsehserie, 20 Episoden)
- 2012: Die Königin und der Leibarzt (En kongelig affære)
- 2012: Kommissarin Lund III (Forbrydelsen III, Fernsehserie)
- 2013: Echte Menschen (Äkta Människor, Fernsehserie, 2 Staffeln)
- 2014: Teenland
- 2015: The Last Kingdom (Fernsehserie)
- 2018: Die Brücke – Transit in den Tod (Fernsehserie)
- 2019: Domino – A Story of Revenge (Domino)
- 2021: Die Königin des Nordens (Margrete den første)
- 2021: Erwartung – Der Marco-Effekt (Marco effekten)
- 2022: Borgen – Gefährliche Seilschaften (Borgen, Fernsehserie, eine Folge)
- 2023: King’s Land (Bastarden)
- 2023: Unmoored